# Réservoir conforme
Pour les articles homonymes, voir CFT.

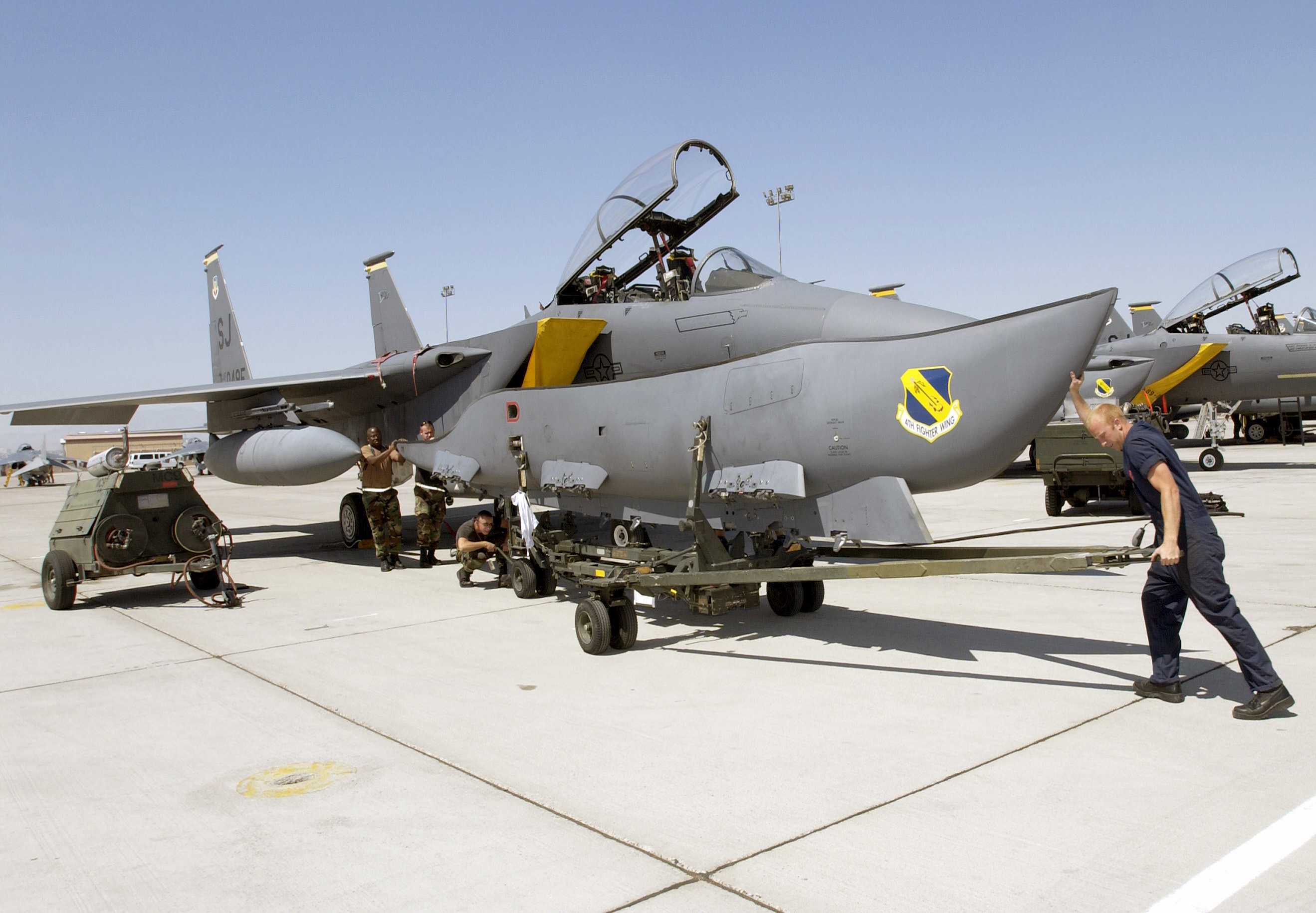
Mise en place de réservoirs conformes sur un F-15E. Ils s'adaptent en étant plaqués contre les entrées d'air.

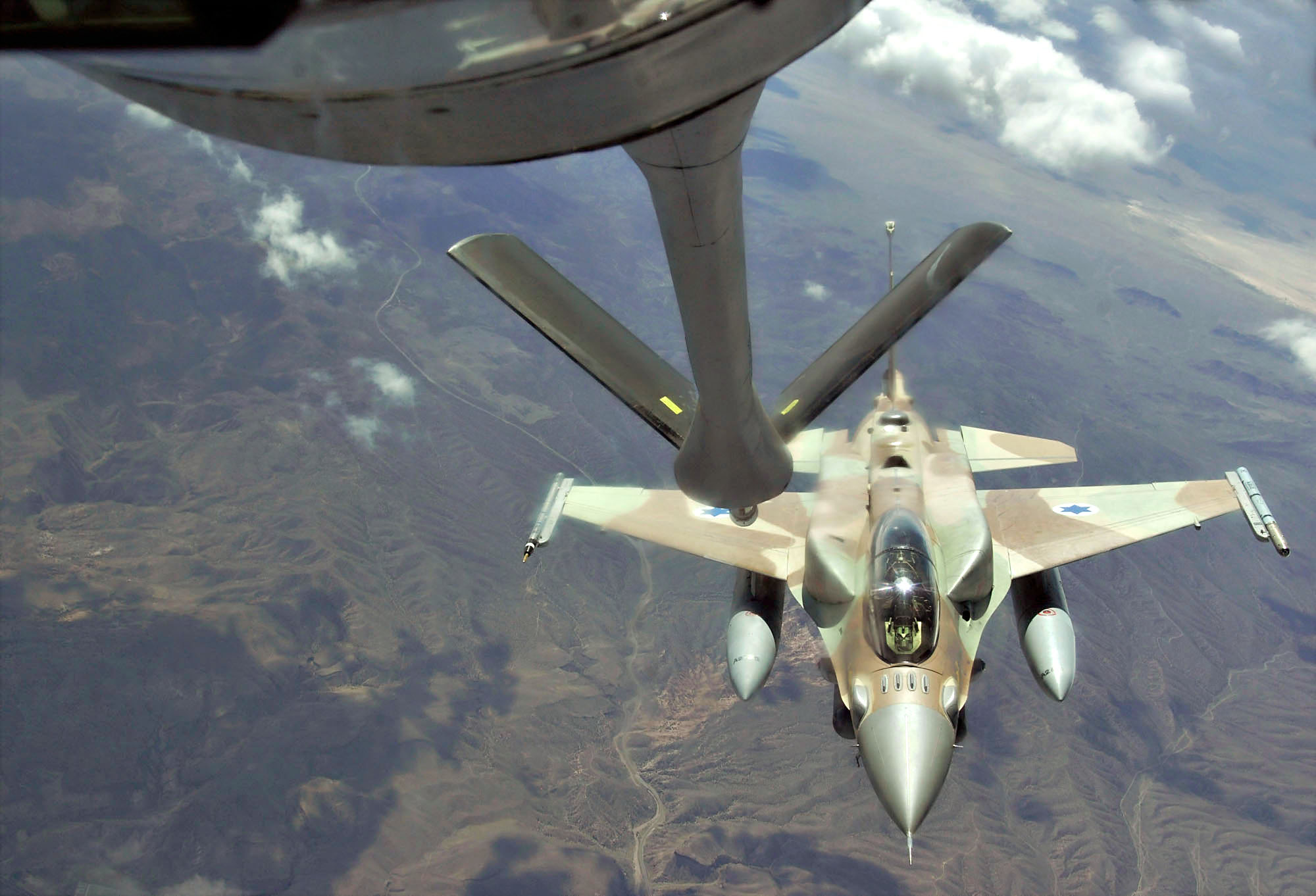
Un F-16I Sufa israélien, dérivé du F-16D Block 50/52+, équipé de deux CFT au-dessus sur les côtés du fuselage.

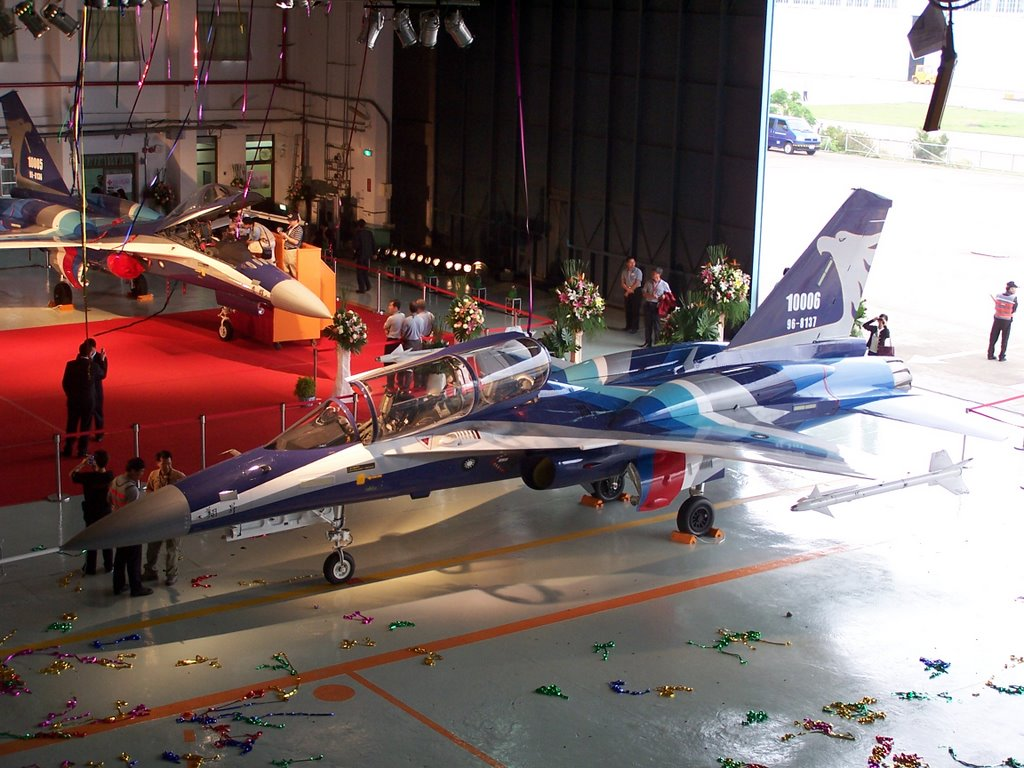
Le prototype F-CK-1D (Brave Hawk) taïwanais, équipé de CFT, et le prototype monoplace F-CK-1C, lors de leur révélation au public, en mars 2007.

Les réservoirs conformes (en anglais : Conformal Fuel Tanks, ou CFT dont la traduction correcte devrait être « réservoirs intégrés » puisque ces réservoirs, une fois installés, paraissent faire partie intégrante du fuselage) sont des réservoirs de carburant supplémentaires, destinés à étendre le rayon d'action d'un avion de combat ou augmenter son temps de mission sur zone.

## Caractéristiques

### Dynamique
Ces réservoirs épousent la forme du fuselage et ont une moindre traînée aérodynamique que des réservoirs conventionnels largables (accrochés sous la voilure) de même capacité. Au contraire, ils participent même à la portance, en reproduisant le profil de la voilure. À titre d'exemple, un avion comme le Typhoon (ou Eurofighter) d'EADS peut emporter son plein chargement d'armement et deux réservoirs conformes de 1 500 litres chacun, alors que sans ces derniers, il serait dans l'obligation de sacrifier deux points d'emport uniquement pour transporter des réservoirs externes largables, ce qui impliquerait de devoir réduire le rayon d'action ou la quantité d'armes emportées. 

### Surface équivalente radar
Les réservoirs conformes ont comme autre avantage de ne pas augmenter notablement la surface équivalente radar de l'aéronef correspondant et de lui permettre de voler à une vitesse supérieure que celle qu'il aurait avec des réservoirs largables.

### Poids et volume
Leur inconvénient est d'être solidaires de l'aéronef et de ne pas pouvoir être largués en vol lorsque le carburant est consommé, leur dépose ne pouvant s'effectuer qu’au sol. Autre inconvénient, même vides, leur masse pénalise les performances de l’avion. 

## Exemples

### McDonnell Douglas F-15C EagleetF-15E Strike Eagle
Le F-15C a d'origine été mis en service avec une capacité d'emport de réservoirs conformes. Appelés au départ « FAST packs », ou « palettes FAST », (en anglais : Fuel And Sensor Tactical, nacelles d'emport de carburant et de capteurs tactiques), chacun contenait environ 3 396 litres de carburant, et disposait aussi de points d'emport pour quatre missiles AIM-7F Sparrow ou quatre bombes. Ils avaient été préalablement testés sur F-15B, en 1974. Cependant, aujourd'hui, seuls les F-15C/D de la force aérienne israélienne utilisent encore des réservoirs conformes. Tous les F-15E américains, ainsi que ceux des forces israélienne et singapourienne sont équipés de réservoirs conformes, installés sous l'aile et contre les entrées d'air des moteurs, mais ils doivent subir des modifications pour pouvoir voler sans eux. Les palettes FAST avaient été conçues à l'origine pour transporter un système de navigation et de désignation d'objectif à infrarouge (d'où l'appellation « Fuel and Sensor »), mais le F-15 fut finalement simplement équipé de nacelles LANTIRN pour effectuer les missions d'appui-sol ;

### General Dynamics F-16C/D Fighting FalconBlock50/52+, F-16E/FBlock60 et F-16ISufa

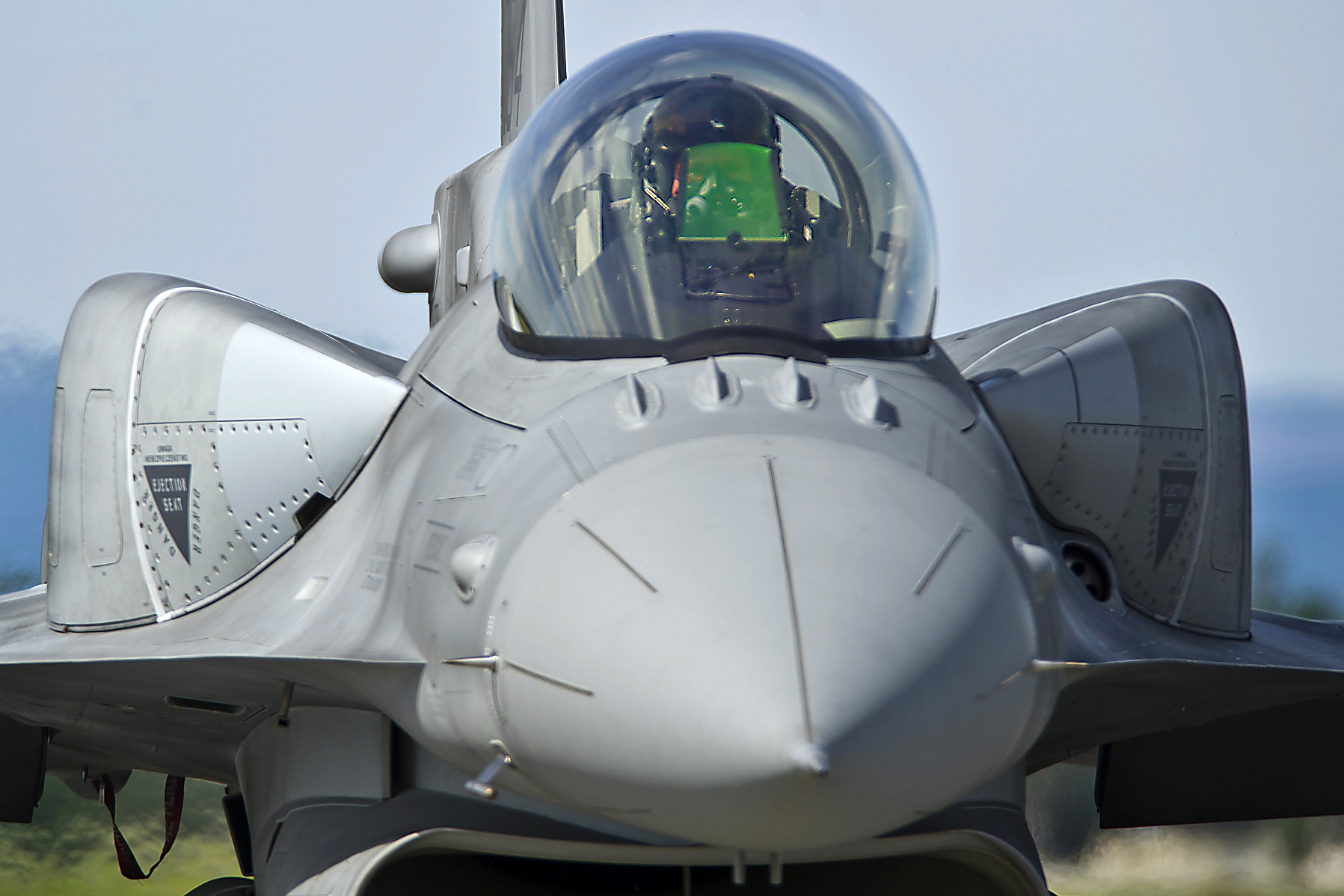
2 réservoirs conformes des deux côtés du fuselage d'un F-16

Les avions exportés en Grèce, Chili, Israël, Pologne, Turquie, Singapour, Maroc, Égypte et aux Émirats Arabes Unis ont été prééquipés pour recevoir deux réservoirs conformes de 2 271 litres chacun, montés au-dessus du fuselage, près des attaches d'ailes ;

### Boeing F/A-18E/F Super Hornet (Advanced Super Hornet)
Les CFT sont installés au-dessus de l'emplanture des ailes, afin de supprimer la traînée causée par les réservoirs largables habituels. Ensemble, ils embarquent 3 500 lb (environ 1 600 kg) de carburant supplémentaire, ajoutant également de la portance et allongeant le rayon d'action de 260 nautiques, au prix d'une légère perte d'accélération en régime transsonique,, ;

### Eurofighter Typhoon
BAE Systems a fait des essais en soufflerie de réservoirs conformes de 1 500 litres,, ;

### Dassault Rafale
En avril 2001, Dassault Aviation a testé des réservoirs conformes de 1 150 litres destinés au Rafale. Ils sont installés de la même façon que ceux du F-16, ;

### AIDC F-CK-1 Ching-Kuo
Le prototype F-CK-1D (« Brave Hawk ») et le prototype monoplace F-CK-1C sont équipés de nouveaux CFTs. Le prototype de l'Indigenous Defence Fighter II « Goshawk » est équipé de CFT sur le dessus des ailes, ;

### Chengdu J-10
Des CFT ont été testés en soufflerie par la Chengdu Aircraft Corporation :

### BAC Strikemaster
Des réservoirs conformes étaient installés au bout des ailes.